# Curtis Hibbert
Curtis Hibbert (Kingston, Jamaica, 2 de septiembre de 1966) es un agente de policía y gimnasta artístico nacido jamaicano nacionalizado canadiense, subcampeón del mundo en 1987 en la prueba de barra fija.
Es la primera persona negra en ganar medallas en un campeonato mundial de gimnasia.

## Carrera deportiva
En el Mundial celebrado en Róterdam (Países Bajos) en 1987 gana la plata en barra horizontal, tras el soviético Dmitry Bilozerchev (oro).
En el Mundial celebrado en París en 1992 consigue la medalla de bronce en la prueba de salto, tras el surcoreano You Ok-Youl, el gimnasta del Equipo Unificado Igor Korobchinsky y empatado con el puertorriqueño Víctor Colón.